# Diverticulitis
La diverticulitis, en medicina, fa referència a la inflamació dels diverticles de l'intestí. Els diverticles són les bosses que es formen a la part interna de l'intestí. Generalment, es troben a l'intestí gros. La diverticulitis s'ha de diferenciar de la diverticulosi: la diverticulosi fa referència a la presència de diverticles a l'intestí, i la diverticulitis, a la seva inflamació i, sovint, infecció.

## Epidemiologia
La diverticulitis incrementa la prevalença amb l'edat. Aproximadament el 50% de les persones diagnosticades de diverticulitis tenen més de 80 anys. En aquesta edat, la prevalença és d'un 65%. A 40 anys, edat excepcional d'aparició de la diverticulitis, la prevalença és de només un 5% de la població.
Pel que fa al predomini entre gèneres, en edats primerenques el predomini és masculí i en edats ja avançades és femení. Entre el 15% i el 25% de persones diagnosticades de diverticulosi desenvoluparan diverticulitis al llarg de la vida.

## Etiologia
L'etiologia de les malalties diverticulars, entre les quals hi ha la diverticulitis, no està clarament definida. Es parla de la dieta. Les persones amb una dieta pobra en fibra tenen més possibilitats de desencadenar aquesta patologia. La manca de fibra provoca un increment de la pressió de la zona del còlon i això desencadena la formació de les bosses o sacs amb posterior inflamació i, a vegades, infecció.

## Simptomatologia
Pel que fa a la simptomatologia, cal diferenciar entre la diverticulosi i la diverticulitis. En primer lloc, la diverticulosi sol ser asimptomàtica; pot presentar algun còlic esporàdic, distensió abdominal, entre d'altres. Per altra banda, la diverticulitis, la inflamació i infecció dels diverticles, sí que porta associada una simptomatologia.
Els símptomes que pot presentar la persona són febre, calfreds, nàusees, vòmits, pèrdua de la gana i dolor a la zona inferior esquerra abdominal, entre d'altres.
|                | Definició                         | Símptomes                                                                           |
| -------------- | --------------------------------- | ----------------------------------------------------------------------------------- |
| Diverticulosi  | Diverticles a l'intestí           | Generalment, asimptomàtica. Pot presentar: còlics, distensió abdominal              |
| Diverticulitis | Diverticles inflamats a l'intestí | Febre, dolor, nàusees, vòmits, diarrea, calfreds i malestar general, entre d'altres |

## Diagnòstic
Es basa en una anamnesi, on caldrà posar èmfasi en antecedents familiars, anamnesi sobre la seva dieta, estat de salut, presència de nàusees i vòmits, entre d'altres.
Tot seguit, es farà una bona exploració física per detectar signes associats: febre, dolor a la palpació, entre els altres esmentats.

### Proves de laboratori
Pel que fa a les proves de laboratori es pot dur a terme una anàlisi de sang per observar la presència d'infecció o no mitjançant el glòbuls blancs com els leucòcits. A més a més, també es pot fer un coprocultiu, és a dir, analitzar la femta, per observar la presència o no de sang oculta en femta.

### Proves complementàries
Altres proves que es poden dur a terme per arribar a diagnosticar la diverticulitis són: Tomografia Axial Computeritzada (TAC), examen manual del recte i radiografia abdominal. El TAC permet, mitjançant raig X, l'observació de tota la zona abdominal. El tracte rectal permet detectar la presència de sang o el dolor a tacte. Finalment, la radiografia abdominal ens permetrà observar, mitjançant l'introducció d'un líquid anomenat Bari, la presència de diverticles i la seva inflamació.

## Tractament
El tractament de la diverticulitis es basa en la simptomatologia i en la gravetat de la diverticulitis. Dins del propi tractament poden distingir el farmacològic i el no farmacològic.

### Tractament no farmacològic
Aquesta vessant del tractament té l'objectiu de controlar la simptomatologia mitjançant activitats no farmacològiques. Per exemplificar, per controlar el dolor es recomana repòs al llit i la utilització d'algun coixí tèrmic per aplicar a la zona adolorida. Pel que fa a les nàusees i els vòmits caldrà per una dieta progressiva iniciant tolerància de líquids durant 2-3 dies segons cada cas.
Hi ha tota una sèrie d'aliments que poden empitjorar la simptomatologia. Aquest s'han d'evitar durant tot el procés de la malaltia i, posteriorment, un cop erradicada la infecció cal incrementar el consum de fibra. Els aliments que s'han d'evitar són: blat de moro, pèsols, fesolets, nous, fruita seca, tomàquets, maduixes, pela de fruites i verdures, entre d'altres.

### Tractament farmacològic
El tractament farmacològic pot abraçar analgèsics i antibiòtics per tractar el dolor i la infecció. Alguns estudis han demostrat científicament que l'amoxicil·lina-clavulànic oral o endovenós és efectiu en el tractament de la diverticulitis aguda no complicada. Aquest antibiòtic és efectiu i segur.
Altres antibiòtics que també es poden utilitzar en la diverticulitis són els de la taula inferior.
| Antibiòtic               | Dosi                |
| ------------------------ | ------------------- |
| Amoxicil·lina-clavulànic | 875/125 mg VIA ORAL |
| Ampicilina               | 3g ev c/6 hores     |
| Meropenem                | 1 g ev c/8 hores    |
| Piperacillin-tazobactam  | 4,5 g ev c/6 hores  |
| Imipenem                 | 500 mg ev c/6 hores |

## Factors de risc
Hi ha tota una sèrie de factors que poden incrementar el risc de desencadenar diverticulitis. Aquests són: ingesta excessiva de carn vermella i dietes pobres en fibra. Una dieta pobra en fibra pot afavorir l'aparició del restrenyiment i, en conseqüència, incrementar la pressió de l'intestí. Aquesta pressió pot desencadenar la inflamació dels diverticles.

## Complicacions
Com en tota patologia, si no es realitza un bon diagnòstic i un inici del tractament adequat poden aparèixer complicacions. En la diverticulitis les possibles complicacions són: abscés de la zona per acumulació de pus, estenosi del còlon, perforació del còlon i formació d'una fístula, és a dir, connexió entre dues cavitats.